# George Dance il Vecchio
George Dance il Vecchio (Londra, 1695 – Londra, 1768) è stato un architetto e pittore inglese.
Fu l'autore di varie costruzioni pubbliche, tra cui l'Ufficio delle Poste di Broad Street. Fece edificare numerose chiese, sempre a Londra. Alcuni suoi dipinti sono conservati nel Soane Museum.